# Елк Ран Хајтс (Ајова)
Елк Ран Хајтс (енгл. Elk Run Heights) град је у америчкој савезној држави Ајова. По попису становништва из 2010. у њему је живело 1.117 становника.

## Демографија
Према попису становништва из 2010. у граду је живело 1.117 становника, што је 65 (6,2%) становника више него 2000. године.
| Група             | 2000.         | 2010.         |
| Белци             | 1.014 (96,4%) | 1.046 (93,6%) |
| Афроамериканци    | 7 (0,7%)      | 19 (1,7%)     |
| Азијати           | 1 (0,1%)      | 1 (0,1%)      |
| Хиспаноамериканци | 21 (2,0%)     | 28 (2,5%)     |
| Укупно            | 1.052         | 1.117         |